# Robecco d’Oglio
Robecco d’Oglio ist eine norditalienische Gemeinde (comune) mit 2264 Einwohnern (Stand 31. Dezember 2023) in der Provinz Cremona in der Lombardei. Die Gemeinde liegt etwa 14 Kilometer nordnordöstlich von Cremona am Oglio und grenzt unmittelbar an die Provinz Brescia. Robecco ist Teil des Parco dell’Oglio Nord.

## Verkehr
Der Bahnhof von Robecco d’Oglio und der Nachbargemeinde Pontevico liegt an der Bahnstrecke Brescia–Cremona. Durch die Gemeinde führt die Strada Statale 45 bis Gardesana Occidentale von Cremona nach Trient.